# Base aérienne İlker Karter
La base aérienne İlker Karter (code OACI : LCIK)  est un aérodrome militaire situé dans la région de Kyrenia de la république turque de Chypre du Nord. La Base aérienne İlker Karter a été nommé en hommage au lieutenant pilote de chasse İlker Karter, décédé le 20 juillet 1974 lors d'un vol de mission pendant l'invasion turque de Chypre. La base aérienne est située dans la région de Kyrenia de Chypre du Nord et sert d'installation militaire importante pour les Forces armées turques.